# Большой Столовый
Остров Большой Столовый (норв. Tavleøya) — небольшой скалистый остров, расположенный в Баренцевом море. Является составной частью Группы семи островов, расположенной в архипелаге Шпицберген, к северу от Северо-восточной Земли.
Возможно, все острова, относящиеся к Группе Семи островов, были открыты еще в 1618 году голландскими китобойными судами.
Остров образован в основном сланцевыми породами.
Остров является составной частью Северо-восточного природного заповедника Шпицбергена начиная с 1 января 1973 года.